# 堀慎吾
堀 慎吾（ほり しんご、1984年3月23日 - ）は、競技麻雀のプロ雀士。日本プロ麻雀協会所属。Mリーグ・KADOKAWAサクラナイツから2020年にドラフト指名された。新潟県新発田市出身。身長164cm。

## 略歴
25歳頃まで都内の雀荘で働いていたが、当時好きだった同僚女性から、「麻雀プロってかっこいいよね」と言われ、「全然かっこよくない！麻雀プロより俺のほうが強いのに！」と麻雀プロへの怒りを抱き、2010年にプロ入りした。
堀は都内の雀荘で強者として名が通っていたこと、鈴木たろうと雀荘で働いていた19歳の頃からの仲であり、すでに雀王決定戦に出ており2010年に雀王となる鈴木たろうが、「今度強い奴が協会に入る」と言ったことから、鳴り物入りのプロ入りであった。
2017年に最高位戦Classicで優勝。
2018年から雀王戦Aリーグ昇格。
2019年には自団体のリーグ戦の頂点である雀王戦を制覇して、プロ入会10年目、Aリーグ所属2年目にして雀王に就位した。
2019年12月、タイトル保持者としてシードでファイナルから参戦した麻雀最強戦2019の予選では、トップのみが決勝進出できるルールの中、元最強位でMリーグチェアマンの藤田晋に南4局親番での猛追を受け、南4局開始時の46,600点差を一度は逆転されるも、再逆転を決めて決勝進出した。しかし、決勝では将棋棋士・鈴木大介が猛攻で最強位を獲得し、堀は3着に終わった。
麻雀遊戯王の番組である「Mリーグチームをつくろう！」において、二階堂亜樹や白鳥翔、松本吉弘のMリーガー3人が堀慎吾を一位指名していたことも参考に、2020年7月27日に開催されたMリーグドラフトで、KADOKAWAサクラナイツから指名された。日本プロ麻雀協会からMリーグドラフトで指名されたのは、2018年の鈴木たろう（赤坂ドリブンズ）・松本吉弘（渋谷ABEMAS）に続き、3人目であった。
2022年には、近代麻雀webにおいて「Mリーグで一番強い人を挙げると必ず出てくるのが多井隆晴と堀慎吾」と評されている。
Mリーグ2021-2022のファイナルシーズンでは、同じチームの沢崎誠が入院し欠場したこともあり、初日に「これからも引くほど打ちます」と述べ、その発言とおり12回中7回に登板。ファイナル5日目の前日、松本吉弘、本田朋広と食事に行く途中、道路にあった雨で濡れている鉄板で転倒し足首がおかしな方向に曲がる骨折をした。そのため、Mリーグでは、ギプスを嵌め、入場シーンはなし、試合後インタビューも座って行うこととなった。そんな中、卓上では最終戦での優勝を決める2着を含む1着2回、2着2回、3着2回、4着1回にまとめあげ、KADOKAWAサクラナイツの初優勝を導いた。

## 人物
料理は一切しないが、サインには「麻雀は料理」と書いている。また、一人暮らしをしていた頃はよくカップラーメンを食べ、中でも日清食品カップヌードルシーフードを好み、「戦友」と称する。
異名は「小さな天才」。
著作名「だから君は負けるんです」や、Mリーグ入りに当たり、「自分より強い選手はいるか」という質問に「うーん…。いろいろな選手を見ていますし、言っていいのかわからないですけど、いないですね」と答えたこと、「ビッグマウスでなく、事実なんです。」という発言などに見られる、独特の強気な発言が魅力。しかし2022年10月のインタビューで趣味の将棋を通じて知り接したプロ将棋棋士の謙虚な姿勢に影響を受け「ビッグマウスは卒業した」と語っている。
「ホリガールズ」と呼ばれる私設のファンクラブがあり、Mリーグ入りが決まった際には、ファンクラブのリーダーが号泣した。なお、会員番号No.6は白鳥翔（渋谷ABEMAS）である。
Mリーグ入りする以前から高宮まり（KONAMI麻雀格闘倶楽部）のファンをしており、Mリーグ入り後も公言している。
既婚（妻は元女流プロ）で子持ち。

## 獲得タイトル
- Mリーグ2021-22シーズン KADOKAWAサクラナイツ 優勝
- 雀王 （第18期）
- 最高位戦Classic （第12期）
- 麻雀遊戯王CUP2024 優勝
- 天鳳名人位 （第10期）
- Mトーナメント2025 優勝

## Mリーグ成績
| シーズン | チーム               | 半荘 | 個人スコア | 個人スコア | 個人スコア | 最高スコア | 最高スコア | 4着回避率 | 4着回避率 | 連対率 | トップ率 | 平均 着順 | 1着 | 1.5 | 2着 | 2.5 | 3着 | 3.5 | 4着 | 参照   |
| シーズン | チーム               | 半荘 | Pt         | 順位       | 平均       | 点         | 順位       | 率        | 順位      | 連対率 | トップ率 | 平均 着順 | 1着 | 1.5 | 2着 | 2.5 | 3着 | 3.5 | 4着 | 参照   |
| -------- | -------------------- | ---- | ---------- | ---------- | ---------- | ---------- | ---------- | --------- | --------- | ------ | -------- | --------- | --- | --- | --- | --- | --- | --- | --- | ------ |
| 2020-21  | KADOKAWAサクラナイツ | 28   | 275.6      | 4/30       | 9.8        | 92,900     | 2/30       | 0.8214    | 7/30      | 64.3%  | 32.1%    | 2.21      | 9   | 0   | 9   | 0   | 5   | 0   | 5   | [ 24 ] |
| 2021-22  | KADOKAWAサクラナイツ | 30   | 178.8      | 9/32       | 6.0        | 61,800     | 13/32      | 0.8667    | 5/32      | 53.3%  | 26.7%    | 2.32      | 8   | 1   | 7   | 0   | 10  | 0   | 4   | [ 25 ] |
| 2022-23  | KADOKAWAサクラナイツ | 27   | ▲124.2     | 23/32      | ▲4.6       | 60,200     | 18/32      | 0.6296    | 30/32     | 44.4%  | 25.9%    | 2.67      | 7   | 0   | 5   | 0   | 5   | 0   | 10  | [ 26 ] |
| 2023-24  | KADOKAWAサクラナイツ | 28   | 92.8       | 11/36      | 3.3        | 74,000     | 5/36       | 0.7500    | 19/36     | 53.6%  | 32.1%    | 2.41      | 9   | 0   | 6   | 0   | 5   | 1   | 7   | [ 27 ] |
| 2024-25  | KADOKAWAサクラナイツ | 33   | 72.5       | 18/36      | 2.2        | 67,400     | 10/36      | 0.7879    | 15/36     | 45.5%  | 30.3%    | 2.45      | 10  | 0   | 5   | 0   | 11  | 0   | 7   | [ 28 ] |
| 通算     | 通算                 | 146  | 495.5      | 495.5      | 3.4        | 92,900     | 92,900     | 77.4%     | 77.4%     | 52.1%  | 29.5%    | 2.41      | 43  | 1   | 32  | 0   | 36  | 1   | 33  |        |

- 個人賞は規定打荘数（20半荘）以上の選手が対象
- 着順の1.5、2.5、3.5は1着同着、2着同着、3着同着

| シーズン               | チーム                 | 半荘                   | 個人スコア             | 個人スコア             | 最高スコア             | 4着回避率              | 連対率                 | トップ率               | 平着                   | 1着                    | 1.5                    | 2着                    | 2.5                    | 3着                    | 3.5                    | 4着                    |                        |
| シーズン               | チーム                 | 半荘                   | Pt                     | 平均                   | 最高スコア             | 4着回避率              | 連対率                 | トップ率               | 平着                   | 1着                    | 1.5                    | 2着                    | 2.5                    | 3着                    | 3.5                    | 4着                    |                        |
| セミファイナルシリーズ | セミファイナルシリーズ | セミファイナルシリーズ | セミファイナルシリーズ | セミファイナルシリーズ | セミファイナルシリーズ | セミファイナルシリーズ | セミファイナルシリーズ | セミファイナルシリーズ | セミファイナルシリーズ | セミファイナルシリーズ | セミファイナルシリーズ | セミファイナルシリーズ | セミファイナルシリーズ | セミファイナルシリーズ | セミファイナルシリーズ | セミファイナルシリーズ | セミファイナルシリーズ |
| ---------------------- | ---------------------- | ---------------------- | ---------------------- | ---------------------- | ---------------------- | ---------------------- | ---------------------- | ---------------------- | ---------------------- | ---------------------- | ---------------------- | ---------------------- | ---------------------- | ---------------------- | ---------------------- | ---------------------- | ---------------------- |
| 2020-21                | KADOKAWAサクラナイツ   | 4                      | 37.7                   | 9.4                    | 77,000                 | 50.0%                  | 50.0%                  | 50.0%                  | 2.50                   | 2                      | 0                      | 0                      | 0                      | 0                      | 0                      | 2                      |                        |
| 2021-22                | KADOKAWAサクラナイツ   | 5                      | 158.3                  | 31.7                   | 59,900                 | 80.0%                  | 60.0%                  | 60.0%                  | 2.00                   | 3                      | 0                      | 0                      | 0                      | 1                      | 0                      | 1                      |                        |
| 2022-23                | KADOKAWAサクラナイツ   | 4                      | ▲166.7                 | ▲41.7                  | 18,000                 | 25.0%                  | 0%                     | 0%                     | 3.75                   | 0                      | 0                      | 0                      | 0                      | 1                      | 0                      | 3                      |                        |
| 2023-24                | KADOKAWAサクラナイツ   | 8                      | 108.4                  | 13.6                   | 47,000                 | 100%                   | 62.5%                  | 25.0%                  | 2.13                   | 2                      | 0                      | 3                      | 0                      | 3                      | 0                      | 0                      |                        |
| セミファイナル通算     | セミファイナル通算     | 21                     | 137.7                  | 6.6                    | 77,000                 | 71.4%                  | 47.6%                  | 33.3%                  | 2.48                   | 7                      | 0                      | 3                      | 0                      | 5                      | 0                      | 6                      |                        |
| ファイナルシリーズ     |                        |                        |                        |                        |                        |                        |                        |                        |                        |                        |                        |                        |                        |                        |                        |                        |                        |
| 2020-21                | KADOKAWAサクラナイツ   | 4                      | ▲25.1                  | ▲6.3                   | 38,900                 | 50.0%                  | 50.0%                  | 25.0%                  | 2.75                   | 1                      | 0                      | 1                      | 0                      | 0                      | 0                      | 2                      |                        |
| 2021-22                | KADOKAWAサクラナイツ   | 7                      | 52.1                   | 7.4                    | 47,000                 | 85.7%                  | 57.1%                  | 28.6%                  | 2.29                   | 2                      | 0                      | 2                      | 0                      | 2                      | 0                      | 1                      |                        |
| 2023-24                | KADOKAWAサクラナイツ   | 6                      | ▲59.6                  | ▲9.9                   | 50,100                 | 66.7%                  | 50.0%                  | 16.7%                  | 2.67                   | 1                      | 0                      | 2                      | 0                      | 1                      | 0                      | 2                      |                        |
| ファイナル通算         | ファイナル通算         | 17                     | ▲32.6                  | ▲1.9                   | 50,100                 | 70.6%                  | 52.9%                  | 23.5%                  | 2.53                   | 4                      | 0                      | 5                      | 0                      | 3                      | 0                      | 5                      |                        |
| ポストシーズン通算     | ポストシーズン通算     | 38                     | 105.1                  | 2.8                    | 77,000                 | 71.1%                  | 50.0%                  | 28.9%                  | 2.50                   | 11                     | 0                      | 8                      | 0                      | 8                      | 0                      | 11                     |                        |

## 著書
- 「麻雀 だから君は負けるんです」（2018年8月23日、竹書房） ISBN 978-4801915770
- 「麻雀　至極の戦略」（2022年6月23日、KADOKAWA） ISBN 978-4046058713
- 「麻雀 天才の思考 魔神の選択 堀慎吾×渋川難波」（渋川難波との共著）（2023年7月3日、KADOKAWA） ISBN 978-4046064240
- 「麻雀で勝つための堀慎吾格言集」(近代麻雀 2023年12月号付録)（2023年11月1日、竹書房）